# 中国民主同盟安徽省委员会
中国民主同盟安徽省委员会，简称民盟安徽省委，是中国民主同盟在安徽省的地方组织。

## 历届委员会

### 第十三届
- 任期：2017年6月－2022年6月
- 主任委员：郑永飞
- 副主任委员：韩卉、汪利民、周杰、魏臻、夏月星、金葆康
- 秘书长：侯宇虹

### 第十四届
- 任期：2022年6月－
- 主任委员：郑永飞
- 副主任委员：魏臻、夏月星、金葆康、侯宇虹、张焕明、倪怀玮
- 秘书长：汤佳祥